# Jo Davidson

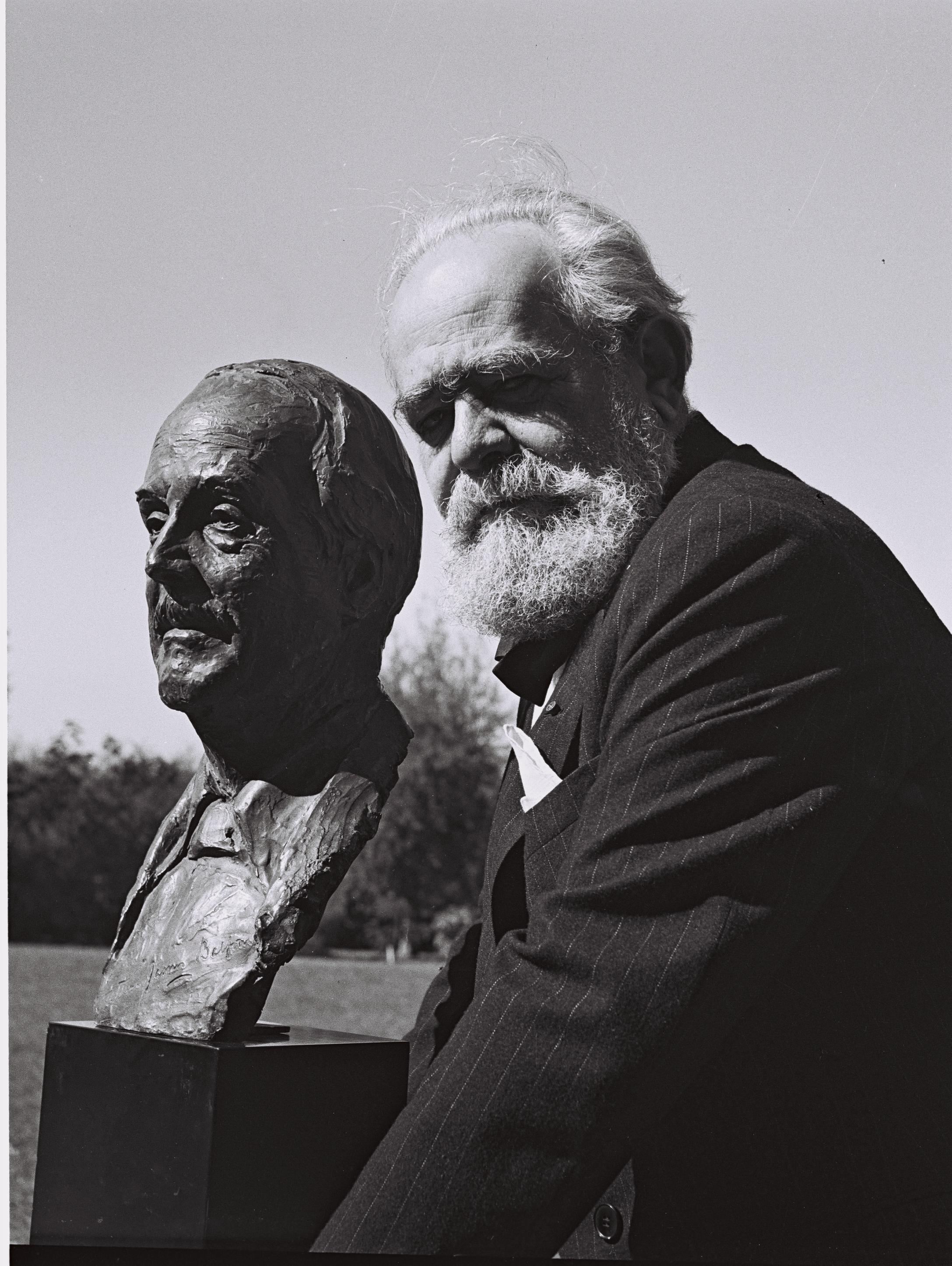
Jo Davidson mit der Büste von Arthur Balfour in Israel, 1951

Jo Davidson, eigentlich Joseph Davidson (* 30. März 1883 in New York; † 2. Januar 1952 in Tours, Frankreich), war ein amerikanischer Bildhauer, der realistische Skulpturen vieler bekannter Persönlichkeiten aus Politik, Wissenschaft, Kunst und Literatur schuf.

## Leben
Jo Davidson war der Sohn von Jacob S. Davidson und Haya Getzoff, beide russisch-jüdische Immigranten. Er begann an der Art Students League of New York in Abendkursen Kunst zu studieren und setzte sein Studium ab 1902 an der Yale University in New Haven, Connecticut fort, wo er seine Vorliebe für das Modellieren in Ton entdeckte. 1907 zog er nach Paris und erhielt eine weitere Ausbildung an der École des Beaux-Arts. Bevor er in die Vereinigten Staaten zurückkehrte, schloss er Freundschaft mit Gertrude Vanderbilt Whitney, die er porträtierte und die ihn als Mäzenin förderte.
1909 heiratete Davidson Yvonne de Kerstrat, sie bekamen zwei Söhne. Das Ehepaar lebte hauptsächlich in Paris. 1926 erwarb er Becheron, ein Anwesen nahe der Stadt Tours, das zukünftig seinen Hauptarbeitsplatz bilden sollte, mit Ausnahme der Kriegsjahre 1940–1945, in denen er sich auf der Stone Court Farm in Lahaska, Pennsylvania, aufhielt. Nach dem Tod seiner Frau Yvonne im Jahr 1934 heiratete er in zweiter Ehe 1941 seine Jugendfreundin Florence Gertrude Lucius.

## Werk

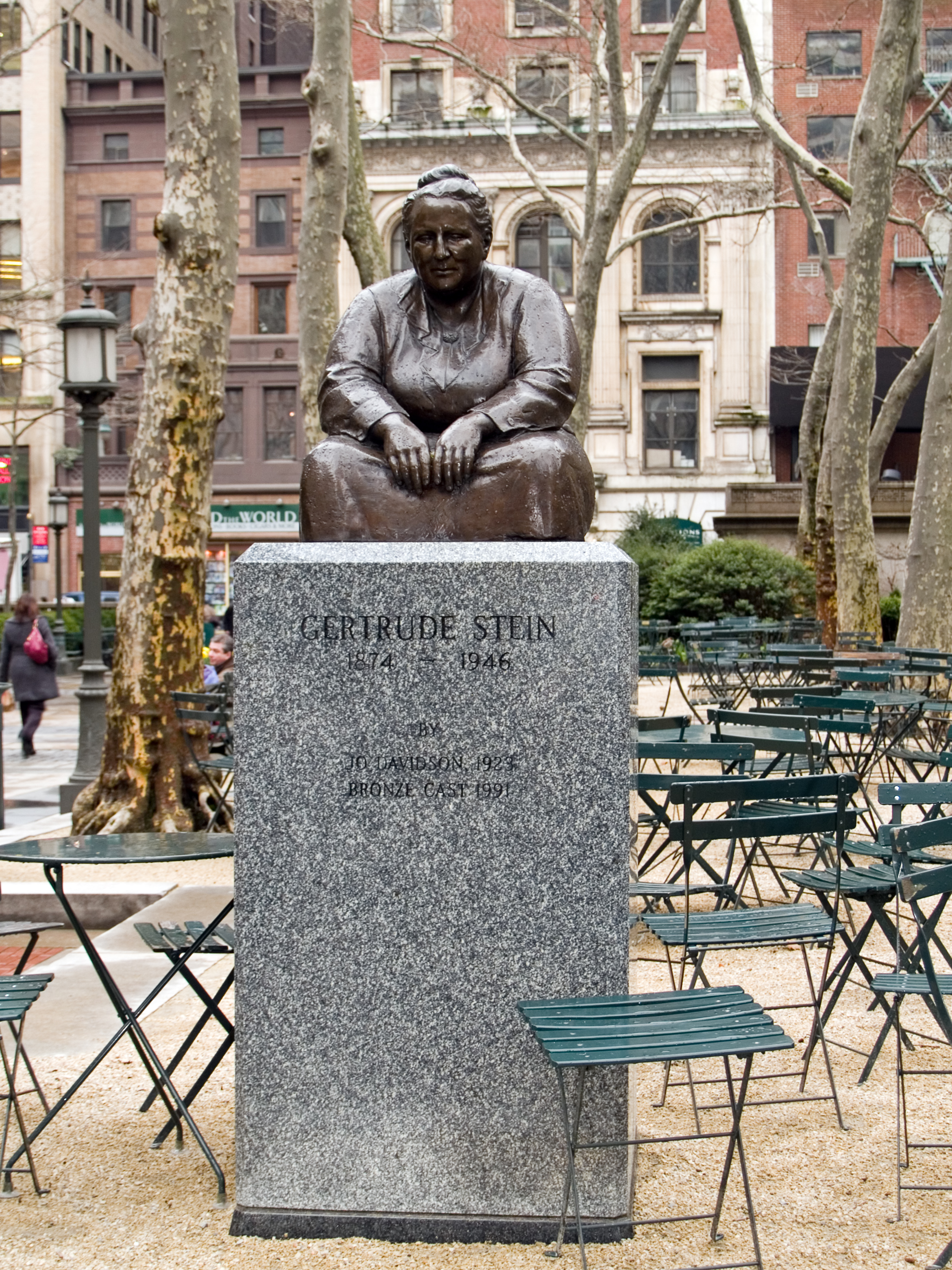
Skulptur von Gertrude Stein im Bryant Park, New York. Installiert 1992, nach einem Modell von Jo Davidson, gefertigt 1923 in Paris

Im Jahr 1910 hatte er seine erste Einzelausstellung, der weitere in den USA und weltweit folgten. Im Jahr 1913 war er ausstellender Künstler in der legendären Armory Show in New York. 1947 zeigte die American Academy of Arts and Letters in Manhattan eine Retrospektive mit fast 200 Werken Davidsons. Seit 2006 ist in der The Smithsonian Institution’s National Portrait Gallery die permanente Ausstellung Jo Davidson: Biographer in Bronze mit 14 seiner Werke in Terrakotta und Bronze präsent.  

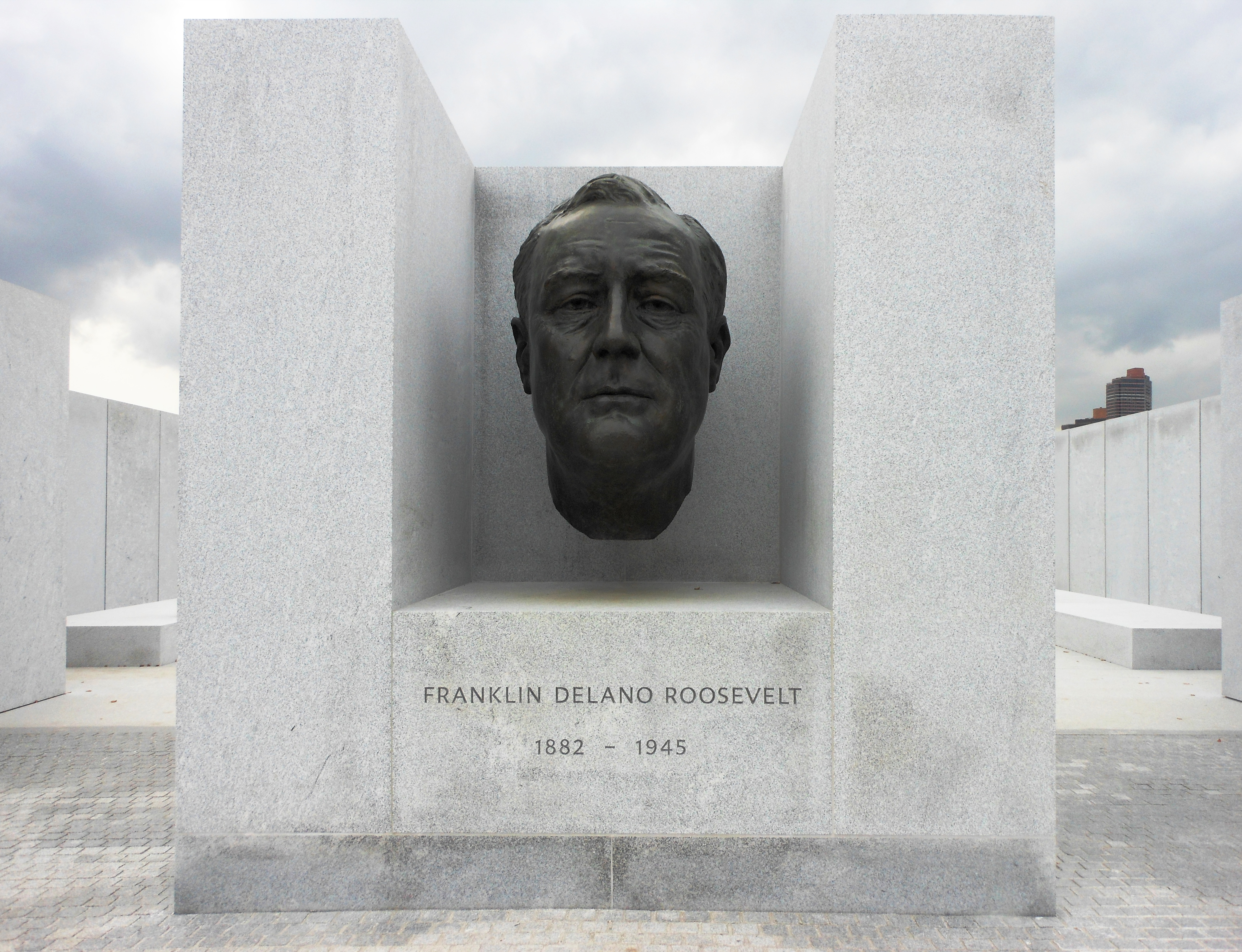
Skulptur von Franklin D. Roosevelt in New York

Jo Davidsons realistische Skulpturen porträtieren unter anderem Politiker wie David Ben-Gurion, John D. Rockefeller, Franklin D. Roosevelt, Woodrow Wilson und Chaim Weizmann, Wissenschaftler wie  Albert Einstein, Schriftsteller wie Joseph Conrad, Anatole France, James Joyce, Helen Keller und Gertrude Stein sowie den Schauspieler Charlie Chaplin.
Davidson war fasziniert von den Persönlichkeiten, seine Porträts wurden ihm zur „Obsession“: „I do my interviews in clay and bronze. I consider my portraitures as comments on people that sit for me“. („Meine Interviews fertige ich in Ton und Bronze. Ich sehe meine Porträts als Kommentare zu den Menschen an, die für mich Modell sitzen.“)
Im Jahr 1951 erschien seine Autobiografie Between Sittings im Verlag Dial Press, New York.

## Politische Tätigkeit
Davidson war in den 1940er Jahren nicht nur an der Gründung des „Independent Voters Committee of the Arts and Sciences“ im Jahr 1944 beteiligt, das später in der „Progressive Party“ aufging.
Er arbeitete auch aktiv daran mit, europäische Juden vor der Verfolgung durch die Nationalsozialisten zu retten und spielte eine wichtige Rolle in der Arbeit des „Emergency Committee to Save the Jewish People of Europe“, besser bekannt als die Bergson Group.

## Mitgliedschaften
Jo Davidson wurde 1944 als assoziiertes Mitglied (ANA) der National Academy of Design aufgenommen sowie im selben Jahr in die American Academy of Arts and Letters gewählt.